# Low Altitude Parachute Extraction System

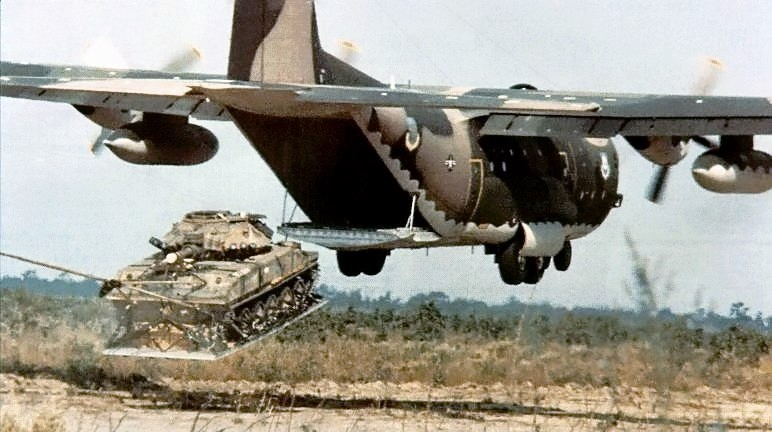
M551 Sheridan wird aus einer C-130 Hercules abgeworfen

Das Low Altitude Parachute Extraction System (LAPES) (engl.: Fallschirm-Herausziehen in geringer Höhe) ist eine militärische Methode, um aus einem Starrflügler Lasten abzusetzen, wenn eine Landung nicht möglich ist und das Zielgebiet zu klein ist, um die Last präzise aus großer Höhe abzuwerfen.
Die Methode wurde 1964 von der 109. Quartermaster Company des US-Militärs entwickelt. Im Mai 1965 wurde sie nach Vietnam entsandt, um die dortigen Truppen zu unterstützen. Sie warfen dort unter anderem bei der Schlacht um Khe Sanh Fracht aus großer Höhe und im LAPES-Verfahren ab. Das LAPES wurde verwendet, um schwere Lasten nach Khe Sanh zu transportieren, die sonst nicht dorthin hätten gebracht werden können.
Beim LAPES-Verfahren wird die Fracht auf eine spezielle Palette geschnallt und auf dieser fixiert. Wenn das Transportflugzeug die Abwurfzone erreicht, geht die Maschine mit ausgefahrenem Fahrwerk in einen steilen Sinkflug bis auf zwei Meter über Grund. Die Fracht wird dort mittels eines Bremsschirms aus dem Frachtraum gezogen und am Boden abgebremst. Nach dem Auswurf geht die Maschine wieder in den Steigflug über.
Das Verfahren erlaubt es dem Transportflugzeug in Bewegung zu bleiben und trotzdem Fracht am Boden abzuliefern. Allerdings ist das Verfahren mit hohen Risiken verbunden, so dass es nur selten angewandt wird.